# 刘粹刚
刘粹刚（1913年2月4日—1937年10月26日），原籍安徽宿县（今宿州），生于辽宁昌图县。中華民國空軍王牌飞行员，中国抗日战争烈士。

## 生平事迹
刘粹刚早年有“工业救国”思想，高小毕业后以优异的成绩考入了校址在沈阳市的辽宁省立第一工科学校。因“九一八事变”爆发，流亡北平，后去南京考入黄埔军校第九期步兵科。1931年春，中央航空学校（笕桥航校）正式成立。他在中央陆军官校未等毕业，于1932年一二八事变时经过严格的学科考试和体格检查，进入中央航校第二期学习飞行，在校期间其飞行技艺居全校之冠。1934年底，中央航校第二期驱逐科举行结业考试，刘粹刚成绩最优。在中華民國空軍中，最好的空中射击纪录保持者有两个人：一个是“空軍戰神”高志航，另一个就是“飛將軍”刘粹刚。
1934年12月航校毕业后，初任中華民國空军驱逐第一大队准尉见习官。此后的几年中，他由准尉见习官转迁少尉飞行队员，再迁中尉分队长；1937年递升为第五航空驱逐大队第二十四队上尉本级队长，率队驻防南昌。第五航空大队清一色是中央航校毕业的，大队长是丁紀徐。配备的飞机全部是美制霍克三式驱逐机。刘的座机是“2401”号。
1937年8月3日，五大队因戰火擴大奉命移防扬州。翌日，全队离开南昌秘密飞抵扬州。8月13日夜，第五航空大队接到蒋介石亲自下达的命令，轰炸从长江撤退的日军军舰。这是蒋介石给中国空军下达的第一个真正的抗战命令。8月14日凌晨，该大队首次参加对日作战，但没有发现长江中的敌舰。刘粹刚领队飞行，由吴淞口南下，经过川沙上空时，刘率先发现一艘日本军舰，并第一个投弹；二十四队梁鸿云副队长根据刘投弹的弹着点修正，第一个炸中日舰，立了第一功，中華民國空軍第一个牺牲的也是梁鸿云。
从8月14日至10月26日，五大隊在淞滬前線奮戰的紀錄中幾乎都有著劉粹剛的身影。8月16日，刘粹刚击落日军水上侦察机一架，从此开始了这位“飞将军”个人击落敌机的首次纪录。刘粹刚短暂的一生宣稱擊落紀錄為擊毀11架日軍飛機，空軍的官方認定戰果為7架，在官方戰史上排名第四。
8月22日，第五航空驱逐大队奉命由扬州移驻南京，与高志航的第四大队共同担负南京的空防任务。同时，继续配合淞沪战场上的中華民國軍隊作战。
10月12日，刘在南京城上空击落日本海軍於9月投入實戰的九六式艦載戰鬥機，创造了中華民國空軍第一次击落日軍王牌飞机的纪录，克服了國府空軍飛行員對日軍新型機的恐惧心理。刘粹刚的英名从此脱颖而出，一时成为南京人街谈巷议的新闻人物。 此战，刘独创直“8”字机动，连续三次重复直“8”动作，摆脱敌机追击，化被动为主动，以劣势装备霍克三战胜了敌人的优势装备九六式，南京市民涌上街头观战，亲眼目睹了日军王牌飞行员坠毁阵亡的现场。在太湖上空与刘粹刚的2401号机进行遭遇战的王牌飞行员加藤建夫上尉在日记中称赞刘是赵子龙式的勇士。为了表彰刘的巨大功勋，南京国民政府、中央航空委员会、中華民國空軍總部曾多次通令嘉奖，并颁发给他七星星序奖章和二等宣威奖章各一枚。
10月25日，刘奉命率3架飞机掩护八路军反攻娘子关。26日，刘带2架僚机从江苏溧水机场起飞，到达洛阳加油。刘从未飞过山西航线，当时气象条件很差，刘仍然坚持起飞，当晚8时飞到娘子关附近，但未能和八路军取得陆空联络。因未能找到太原机场，刘决定飞回洛阳，在返回途中，三架飞机油量耗尽，刘发信号弹帮助两位僚机驾驶员跳伞，自己坚持驾机迫降，但在高平县城撞上魁星楼，當場死亡，时间是当晚9时许，年仅24岁。殉職後追赠少校。
劉粹剛烈士的遺骨在高平縣妥為收斂同年11月16日，遷到南京，後安葬在南京紫金山北麓的航空烈士公墓。

## 家庭
劉與許希麟的愛情故事相當著名，兩人1935年結婚，沒有子女。在其夫陣亡後，曾一次吞食36枚硬幣自殺未果。
1938年8月25日，國民政府在昆明成立粹剛小學，由許希麟主持校務，入校學生均為空軍在職或烈士子弟，學校大禮堂兩壁掛滿飛行員烈士遺照，包括高志航、閻海文、樂以琴等人。
後來，她又嫁給了一位廣西空軍出身的飛行員，生下女兒，1949年隨国府迁台定居。

## 相关作品
- 《筧橋英烈傳》 (1977年7月7日首映的中国空军抗日战争题材电影)
- 台湾中国之翼出版社出版了《刘粹刚传—击落敌机架数最多的空军红武士》，这是因为刘在抗战爆发之前，就立志要仿效德国「紅男爵」里希特霍芬（“Red Baron”Manfred Freiherr von Richthofen）。
- 1985年8月，在纪念中国抗日战争和世界反法西斯战争胜利四十周年之际，大陆多家报刊发表了纪念刘粹刚烈士的文章。
  - 作家萧乾在《经济日报》上发表了长篇特写《刘粹刚之死》
  - 《团结报》发表了《中国空军的“红男爵”——刘粹刚》一文，介绍了他的生平和事迹。
  - 中華民國作品《冲天》

### 引用
1. ↑  徐, 2016, pp. 348-350. 刘烈士粹刚
2. ↑  .   [2020-03-31]. （原始内容存档于2020-01-28）.